# Луп (герцог Сполето)
Луп (лат. Lupus, итал. Lupo; VIII век) — герцог Сполето (745—751).

## Биография
О Лупе не сообщает ни один из средневековых нарративных источников. Большинство сведений о деятельности этого герцога Сполето содержатся в юридических актах, связанных с Фарфским аббатством.
О происхождении Лупа достоверных сведений не сохранилось. На основании свидетельства, содержащегося в хартии от 26 февраля 845 года об основании герцогом и его женой Эрмелиндой монастыря Санта-Мария-ин-Органо в Вероне, предполагается, что Луп мог быть выходцем из этих мест. Во всяком случае, среди историков господствует мнение о том, что герцог не был сполетским уроженцем.
Предполагается, что в первой половине 740-х годов Луп мог править Веронским герцогством. Такое мнение основано на вышеупомянутой хартии 26 февраля 845 года, в которой герцог Луп упоминается как имевший какие-то властные права в Вероне. Предшествовавшим ему известным правителем этого города был казнённый в 596 или 597 году Зангрульф.
Первое упоминание о Лупе как правителе Сполетского герцогства датировано июлем 745 года. Вероятно, он получил власть над герцогством незадолго до этой даты, так как из документа от февраля этого года следует, что престол Сполето в это время был ещё вакантным. Предшественником Лупа в герцогской должности был Тразимунд II, последнее свидетельство о котором в средневековых источниках относится к 744 году. Если Луп действительно был герцогом Вероны, то после получения Сполетского герцогства он утратил власть над этим городом, так как именно в 745 году властителем Веронского герцогства впервые был назван Гизельперт.
Обстоятельства получения Лупом власти над Сполетским герцогством точно не известны. Предполагается, что герцогская должность могла достаться ему в результате мятежа или военного конфликта. Возможно, Луп провозгласил себя герцогом без согласия короля Ратхиса, так как в составленном в начале марта 746 года документе монарх угрожал конфискацией имущества и казнями неким неназванным по именам сполетским мятежникам. Однако вскоре (вероятно, не позднее октября того же года) Луп сумел доказать свою лояльность лангобардскому монарху, и в позднейших документах герцог представлен верным вассалом Ратхиса. В апреле 747 года упоминается о присутствии в Сполето королевского чиновника (лат. missus), в то время как ранее здешние герцоги были полностью самостоятельны в своём правлении. Сам герцог Луп в том же году посещал королевский двор в Павии.
Покровительствуя Фарфскому аббатству, Луп неоднократно наделял эту обитель богатыми дарами, передавая их настоятелю Фулькоальду. Он также в апреле 751 года основал женский монастырь Святого Георгия в Риети для насельниц не только из Лангобардского королевства, но и из Франкского государства.
Вскоре после основания монастыря в Риети Луп утратил власть над Сполетским герцогством. Предполагается, что он мог быть лишён своих владений лангобардским королём Айстульфом. Неизвестно, был ли Луп при потере им Сполето казнён, или только отправлен в ссылку. Вероятно, это событие произошло летом 751 года, так как в одной из королевских хартий, датированной июлем этого года, Луп упоминается уже как правитель, утративший свой титул. Хотя в средневековых списках сполетских герцогов преемником Лупа называется Унульф, согласно документам VIII века Айстульф лично правил герцогством с 751 года вплоть до своей смерти в 756 году.